# 心の指紋
『心の指紋』（Sunchaser：映画内では The Sunchaser）は、マイケル・チミノ監督、ウディ・ハレルソン、ジョン・セダ、アン・バンクロフト出演による1996年のアメリカ合衆国の映画である。チミノが最後に監督した長編映画である。

## キャスト
※括弧内は日本語吹替
- ウディ・ハレルソン（田中秀幸）
- ジョン・セダ（森川智之）
- アン・バンクロフト（磯辺万沙子）
- アレクサンドラ・タイディングス（英語版）
- マット・マルハーン（英語版）
- タリサ・ソト
- マット・マルハーン
- ヴィクター・アーロン（英語版）（筈見純）
- ローレンス・プレスマン
- マイケル・オニール(俳優)（英語版）
- ハリー・ケリー・ジュニア
- カルメン・デロリフィチェ
- ブルック・アシュレイ
- アンドレア・ロス
- ボブ・マイナー（英語版）
- ブレット・ハレルソン（英語版）
- アンディ・バーマン
- ロバート・ダウニー・シニア（声のみ）

## 公開
第49回カンヌ国際映画祭ではコンペティション部門で上映され、パルム・ドールを争った。